# Jan Blomme (wielrenner)
Jan Blomme (Varsenare, 27 mei 1959) is een Belgisch voormalig baanwielrenner.

## Carrière
Blomme won een aantal nationale titels bij de amateurs en nam deel aan de Olympische Spelen in 1980 in de 1km en de ploegenachtervolging.

## Overwinningen
| Jaar     | BK                                                          | EK       | WK       | Overige                                             |
| Amateurs | Amateurs                                                    | Amateurs | Amateurs | Amateurs                                            |
| -------- | ----------------------------------------------------------- | -------- | -------- | --------------------------------------------------- |
| 1979     | Achtervolging · Omnium · ploegenachtervolging · puntenkoers |          |          |                                                     |
| 1980     | Omnium · 1km · Derny                                        |          |          | Olympische Spelen: 13e 1km 10e ploegenachtervolging |
| 1981     | 1km                                                         |          |          |                                                     |
| 1982     | 1km · Achtervolging · Ploegenachtervolging                  |          |          |                                                     |